# Umm Qais
Umm Qais oder Qays (Arabisch: أم قيس, wörtlich übersetzt: 'Mutter von Qais') ist eine Stadt im Norden Jordaniens, die hauptsächlich für ihre Nähe zu den Ruinen des antiken Gadara bekannt ist. Sie ist die größte Stadt im Departement Bani Kinanah und im Gouvernement Irbid im äußersten Nordwesten des Landes, nahe den Grenzen Jordaniens zu Israel und Syrien. Heutzutage ist die Stätte in drei Hauptbereiche unterteilt: die archäologische Stätte (Gadara), das traditionelle Dorf (Umm Qais) und die moderne Stadt Umm Qais.

## Erhaltungsbemühungen
Im Jahr 1974 entdeckte das Deutsche Evangelische Institut für Archäologie die Ruinen einer byzantinischen Kirche in Umm Qais.
Seit 2005 ist die Außenstelle Damaskus des Deutschen Archäologischen Instituts unter der Leitung von Claudia Bührig in Gadara tätig. Das Team hat ägyptische und griechische Importkeramik, gestempelte Amphoren und eine seleukidische Festung sowie andere Fundstücke freigelegt.
Im Jahr 2015 arbeiteten der Fonds der Botschafter für Kulturerhaltung und die Universität Yarmouk zusammen, um das römische Aquädukt von Gadara in Umm Qais besser zu erhalten. Dieses Projekt wurde 2018 abgeschlossen und stärkte das größte erhaltene unterirdische römische Aquädukt.

## Tourismus
Viele Besucher kommen für Tagesausflüge von der Hauptstadt Amman, die etwa 110 Kilometer südlich liegt, nach Umm Qais, um ihre umfangreichen Ruinen zu besichtigen und die Panoramablicke zu genießen. Der See Genezareth und Tiberias in Israel sind sichtbar, und direkt über das Tal des Flusses Jarmuk erstreckt sich das südliche Ende der von Israel seit dem Sechstagekrieg 1967 besetzten Golanhöhen, Syrien. Der Berg Hermon an der Grenze zu Libanon ist an klaren Tagen in der Ferne sichtbar.
In Beit Rousan, das heute ein Besucherzentrum und Museum beherbergt, werden griechische Statuen und christliche Mosaike ausgestellt, die bei archäologischen Ausgrabungen im antiken Gadara entdeckt wurden.

## Sehenswürdigkeiten

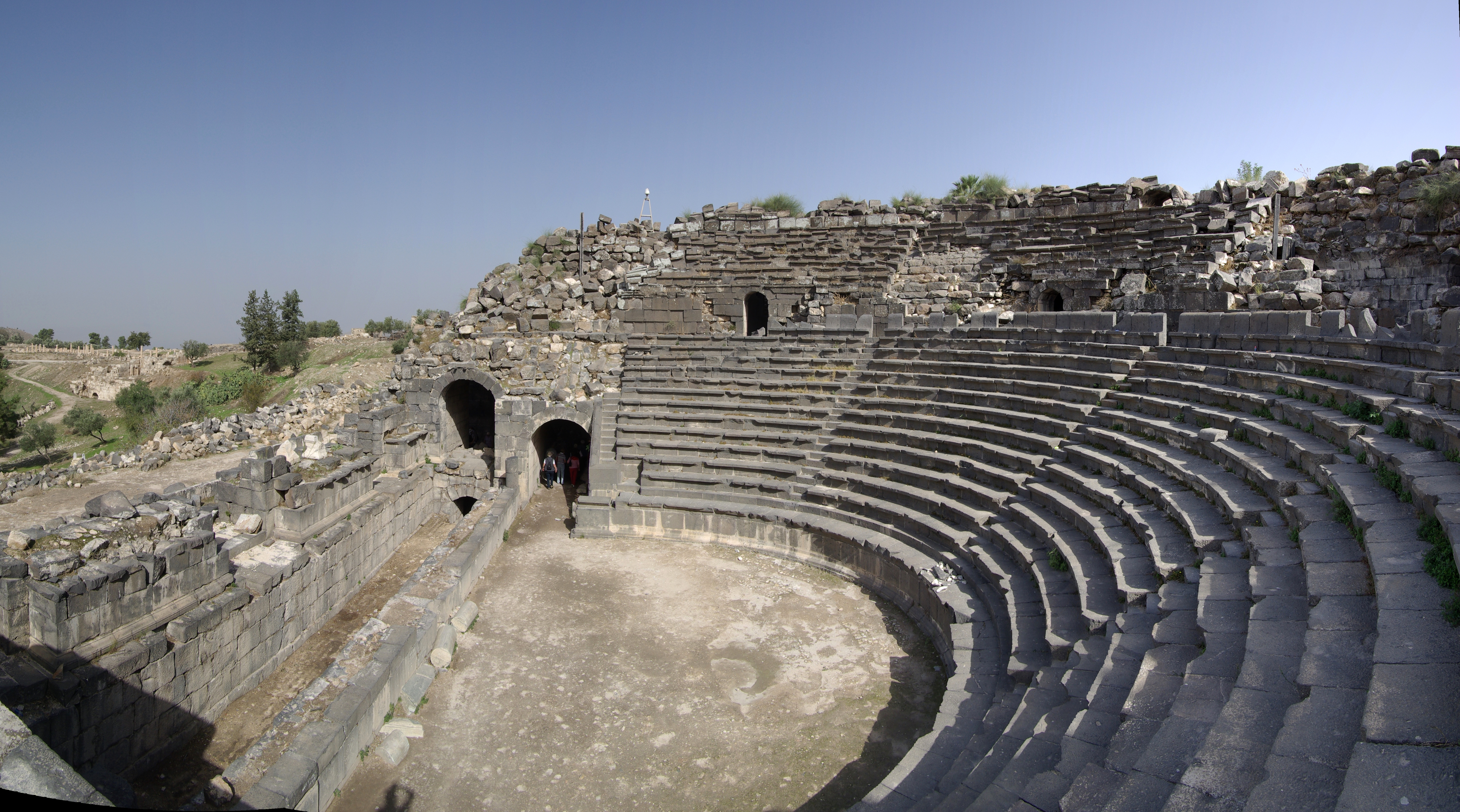
Westtheater von Gadara

Auf dem Gemeindegebiet liegt Gadara, eine griechisch-römische Stadt, die zu den Städten der Dekapolis gehörte.